# Sway (canção de Luis Demetrio e Pablo Beltrán Ruiz)
"¿Quién será?" é um bolero-mambo escrito pelo compositor mexicano Luis Demetrio, que vendeu os direitos ao compositor Pablo Beltrán Ruiz. Beltrán gravou a música pela primeira vez com sua orquestra em 1953. A versão em inglês, "Sway", com letras de Norman Gimbel, tornou-se um padrão tanto no repertório pop quanto no jazz. A primeira versão alcançou sucesso considerável nos Estados Unidos foi gravada pelo cantor Dean Martin com o Dick Stabile em 1954.

## Versão de Pablo Beltrán
A primeira versão de "¿Quién será?" De Luis Demetrio foi gravado por Pablo Beltrán Ruiz com sua orquestra como um instrumental cha-cha-chá em 1953. Foi lançado no mesmo ano no LP South of the Border / Al sur de la frontera - Cha-cha-cha.

## Versão de Dean Martin

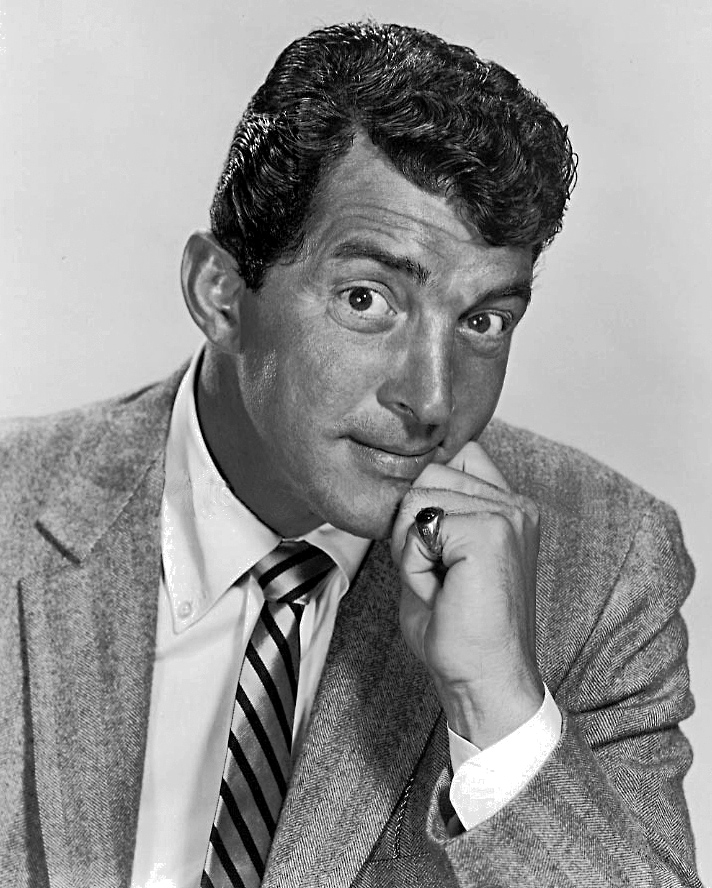
Original studio publicity photo of Dean Martin for the film Bells Are Ringing (1960)

Em 1954, as letras inglesas foram escritas por Norman Gimbel e gravadas por Dean Martin, apoiadas pela orquestra de Dick Stabile. Esta gravação alcançou o número 15 na lista de best-seller da revista Billboard e o número seis na parada do Reino Unido. O single foi lançado com o B-side "Money Burns a Hole in My Pocket" (Jule Styne, Bob Hilliard) ns EUA, enquanto a versão britânica foi apoiada por "Pretty as a Picture" (Johnny Anz).

## Versão de The Pussycat Dolls
O girl group americano The Pussycat Dolls regravou "Sway" para a trilha sonora de Shall We Dance?. A canção foi posteriormente incluída como uma faixa bônus em seu álbum de estreia PCD (2005).

### Recepção crítica
Ao rever a trilha sonora de Shall We Dance?, Heather Phares citou "Sway" como um dos destaques do álbum. Ashley Spencer, do Orlando Sentinel, descreveu a versão como tendo um "ritmo hipnotizante". Ao rever o DVD de Shall We Dance? Renata Joy, do Dvdizzy.com, apontou a música como "uma melodia cativante". Rachel Sexton da MovieFreak.com chamou o cover de "ótimo" e a notou como "uma atualização clássica".

### Promoção
O videoclipe de "Sway" foi dirigido por Steve Antin, o irmão da criadora do The Pussycat Dolls, Robin Antin. O vídeo apresenta as Pussycat Dolls dançando em um cenário de cenas do filme. O videoclipe foi incluído como clipe bônus no lançamento do DVD de Shall We Dance. Nesse ponto, as Pussycat Dolls ainda estavam gravando seu álbum PCD, e o grupo apresentava integrantes da trupe burlesca original Pussycat Dolls que permaneceu após o processo de reedição, como Robin Antin, Cyia Batten, Kasey Campbell e Kaya Jones. Revisores da Comingsoon.net, Edward Douglas e Scott Chitwood descreveram o vídeo como "sexy" e "elegante". Eles também escreveram que "isso se encaixa perfeitamente no humor do filme". O escritor da Slant Magazine, Ed Gonzales, questionou se os editores da Maxim financiaram o vídeo. Rachel Sexton da MovieFreak.com sugeriu que os compradores pularam o vídeo chamando-o de "brega". Renata Joy, da Dvdizzy.com, observou que "a música é muito mais agradável quando não está assistindo ao vídeo que a acompanha". "Sway" foi apresentado no Dancing with the Stars junto com "Don't Cha" durante o show de resultados em 27 de janeiro de 2006.

### Listagem de faixas
Download Digital
1. "Sway" (versão alternativa) – 3:12

### Equipe
Créditos adaptados do encarte de Shall We Dance - Soundtrack from the Motion Picture.
- Nicole Scherzinger – vocais principais, backing vocals
- Carmit Bachar – backing vocals
- Kaya Jones – backing vocals
- Melody Thornton – backing vocals
- Ron Fair – produtor, marimba
- Bill Reichenbach – trombone

### Posições
| Chart (2012)                                         | Maior posição |
| ---------------------------------------------------- | ------------- |
| Coreia do Sul (South Korea Gaon International Chart) | 111           |